# Vázquez, Hidalgo
Vázquez är en ort i Mexiko.   Den ligger i kommunen Ixmiquilpan och delstaten Hidalgo, i den sydöstra delen av landet, 120 km norr om huvudstaden Mexico City. Vázquez ligger 1 770 meter över havet och antalet invånare är 373.
Terrängen runt Vázquez är kuperad åt nordost, men åt sydväst är den platt. Runt Vázquez är det ganska tätbefolkat, med 96 invånare per kvadratkilometer. Närmaste större samhälle är Ixmiquilpan, 8,0 km sydväst om Vázquez. Trakten runt Vázquez består till största delen av jordbruksmark.